# Hephaestion versicolor
Hephaestion versicolor är en skalbaggsart som beskrevs av Philippi F. 1859. Hephaestion versicolor ingår i släktet Hephaestion och familjen långhorningar. Inga underarter finns listade i Catalogue of Life.